# Estadio Internacional de Alepo
El Estadio Internacional de Aleppo (en árabe:  ستاد حلب الدولي ), es un estadio multiusos ubicado en Aleppo, Siria, fue inaugurado en 2007 y tiene una capacidad para 75 000 espectadores, convirtiéndose desde ese entonces en el estadio con mayor capacidad en el país.
En el estadio disputa sus partidos el club Al-Ittihad que juega en la Liga Premier de Siria, sirve también en ocasiones de sede para juegos de la Selección de fútbol de Siria. 
En la inauguración del estadio, el día 3 de abril de 2007, el cuadro local Al-Ittihad enfrentó en partido amistoso al Fenerbahçe de Turquía. El presidente sirio Bashar al-Assad asistió a la ceremonia de inauguración.